# Bahnhof Biberbrugg

Der Bahnhof Biberbrugg ist ein Abzweigbahnhof der Schweizerischen Südostbahn (SOB) auf Gebiet der Gemeinde Feusisberg im Kanton Schwyz, in dem die Bahnstrecke nach Arth-Goldau von der Bahnstrecke Wädenswil–Einsiedeln abzweigt. Er gilt nebst Wattwil als einer der Betriebsknotenpunkte der SOB.

## Geschichte

Stationsgebäude im Jahr 1964

Der Bahnhof wurde 1877 von der damaligen Wädenswil-Einsiedeln-Bahn (WE) eröffnet, als diese ihre Bahnstrecke zwischen Wädenswil an der Bahnstrecke von Zürich nach Ziegelbrücke und dem Wallfahrtsort Einsiedeln eröffnete. Während die namensgebende Siedlung Biberbrugg Teil von Bennau ist und somit auf Gebiet des Bezirks Einsiedeln liegt, befindet sich der Bahnhof auf Gemeindegebiet von Feusisberg im Bezirk Höfe. 1891 wurde der Bahnhof zum Knotenpunkt, als die WE-Nachfolgegesellschaft, die damalige Schweizerische Südostbahn (SOB), ihre Bahnstrecke von Biberbrugg nach Arth-Goldau in Betrieb nahm.
Bis 2011 wurde der Verkehrsknotenpunkt saniert, niveaugleiche Gleisüberquerungen sollen der Vergangenheit angehören, auch die Perronkanten werden auf 55 cm erhöht. Nach etlichen Debatten im Schwyzer Kantonsrat entschied sich dieser, das angefallene Kostenloch von rund drei Millionen Franken nicht zu decken, woraufhin die SOB das Projekt redimensionierte und auf einige geplante Baumassnahmen verzichtete.

## Verkehr
Der Bahnhof ist der meistfrequentierte Umsteigeknoten auf dem gesamten SOB-Netz und wird auch von zwei Linien der S-Bahn Zürich bedient. Nebenbei nutzen auch die Auto AG Schwyz und die Postauto den Bahnhof, um eine Verknüpfung ihrer Busnetze mit der SOB zu ermöglichen.

### Fernverkehr
- St. Gallen ‒ Herisau ‒ Wattwil ‒ Rapperswil ‒ Pfäffikon SZ ‒ Arth-Goldau ‒ Küssnacht am Rigi ‒ Luzern  FS  Voralpen-Express

### S-Bahn
- S 31 Arth-Goldau–Rothenthurm–Biberbrugg
- S 13 Wädenswil – Einsiedeln
- S 40 Rapperswil – Pfäffikon SZ – Einsiedeln

Dazu hielt bis zum kleinen Fahrplanwechsel im Juni 2014 werktags einmal täglich in Lastrichtung eine nummernlose S-Bahn – genannt Gipfeli-Express –, geführt mit SBB-Wagenmaterial und einer Re 446 der SOB, von Einsiedeln über Wädenswil nach Zürich Altstetten. Aufgrund eines neuen Fahrplankonzepts auf der linksufrigen Seebahn konnte diese Verbindung nicht mehr weitergeführt werden.
Während der Bahnhof im Personenverkehr eine grosse Bedeutung geniesst, ist der im Güterverkehr nur von lokaler Wichtigkeit, da die Südostbahn nicht als eine der Haupttransversalen im Schweizer Güterverkehr zählt.